# 피셔알프

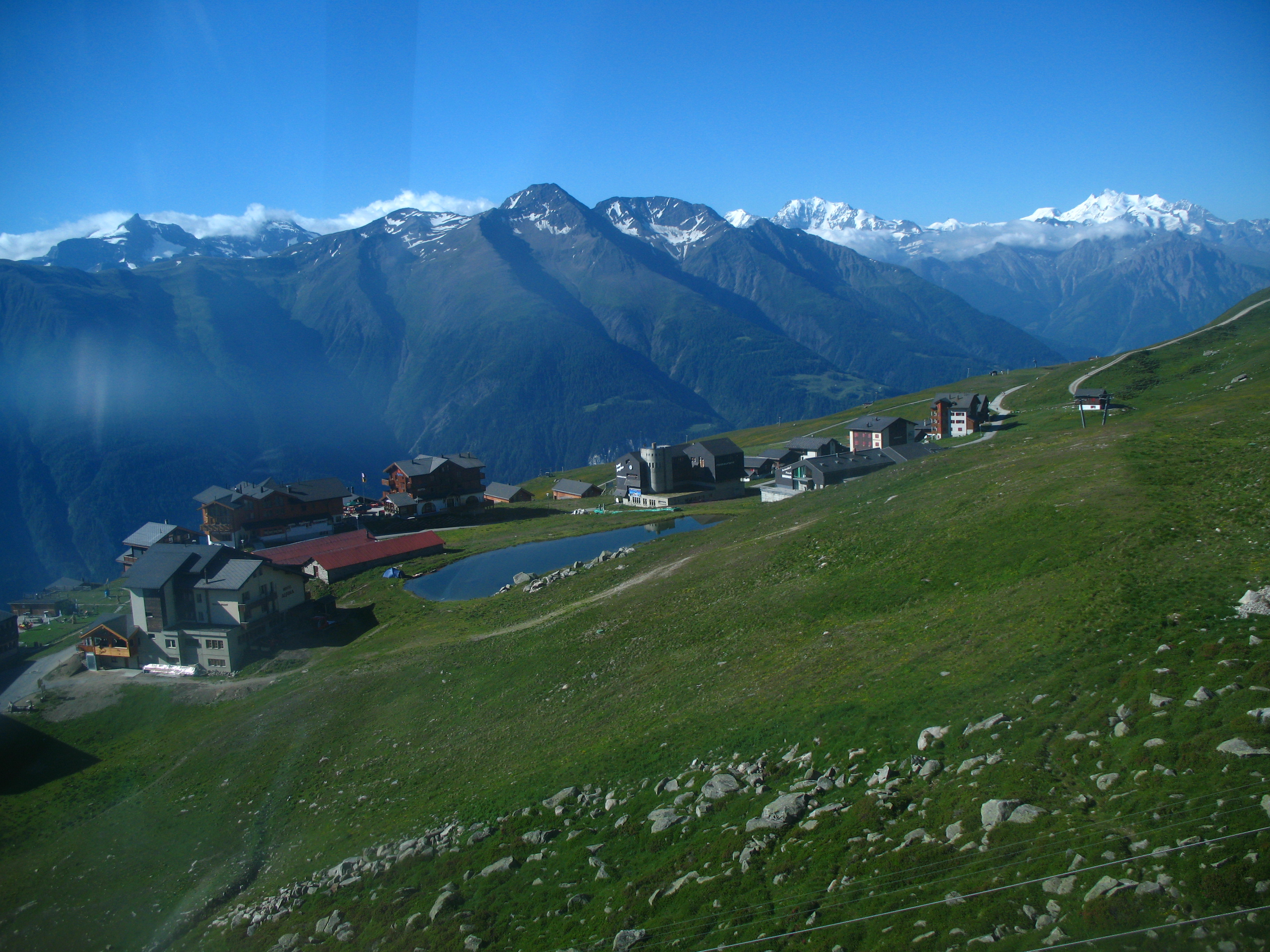

피셔알프(Kühboden, 문자 그대로 ‘암소 능선’이라고도 함)는 스위스 발레주의 해발 2,212m 고도에서 피쉬 위에 위치한 지역이다. 피셔알프는 엑기스호른 산맥의 남쪽 경사면에 있는 3개의 차 없는 리조트 중 가장 높은 곳이며, 다른 두 곳은 서쪽의 리더알프와 베트머알프이다. 피셔알프 자체는 수목선에서 약 200m 떨어진 작은 고원에 자리 잡고 있다. 행정구역상 이곳은 리조트의 바로 서쪽을 달리는 Lax의 시정촌과의 경계인 피쉬 시정촌에 속한다.
다른 2개의 차 없는 리조트와 마찬가지로 피셔알프는 공중 트램으로 갈 수 있다. 계곡 역은 1,061m의 피쉬에 있다. 피쉬알프에서 또 다른 공중 트램웨이는 엑기스호른 근처의 피셔회를리 정상에 있는 2,869m의 엑기스호른역으로 연결된다.
겨울에 피셔알프는 알레취 아레나라는 스키 지역의 일부이다.